# Chlordi-tert-butylphosphin
Chlordi-tert-butylphosphin ist eine organische Verbindung aus der Gruppe der Phosphane.

## Herstellung
Chlordi-tert-butylphosphin kann durch Reaktion von Phosphortrichlorid mit tert-Butylmagnesiumchlorid hergestellt werden. Die Weiterreaktion zu Tri-tert-butylphosphin findet nicht statt.

## Reaktionen
Durch Reaktion mit Lithiumaluminiumhydrid kann Chlordi-tert-butylphosphin zu Di-tert-butylphosphin reduziert werden. Mit tert-Butyllithium wird es zu Tri-tert-butylphosphin umgesetzt.